# Fügedi Erik
Fügedi Erik (1934-ig Filipek; Bécs, 1916. szeptember 22. – Budapest, 1992. június 18.) Széchenyi-díjas magyar történész, könyvtáros. Fügedi Tamás közgazdász testvére.

## Élete
Édesapja Filipek Sándor (1880–1974), pesti gépészmérnök, édesanyja Prochazka Gertrud (1891–1966) volt. Jómódú családból származott, dédnagyapja Waltersdorfer Vilmos (1824-1894) sörgyári igazgató, üknagyapja, Jurenák Pál (1796-1876) pedig a főváros legnagyobb vaskereskedője volt. Budapesten a piarista gimnáziumban érettségizett 1934-ben, majd a Tudományegyetem latin–történelem szakára nyert felvételt. 1938-ban doktorált Mályusz Elemér tanítványaként. Ezután a Magyar Országos Levéltárba került, ahol 1946-ig dolgozott. 1939 és 1941 között azonban katonai szolgálatot kellett teljesítenie, behívták, és a doni harctérre került. Leszerelése után, 1943-ban ösztöndíjjal Szlovákiába küldték az ott maradt levéltárak anyagainak filmezésére. Pozsonyban érte meg a háború végét, és csak 1945 közepén tért vissza Budapestre.
1946 elején, miután a veszélyeztetett magángyűjtemények miniszteri biztosa visszalépett, 1947 júliusában elfoglalta a kulturális emlékek további pusztulásának megakadályozása és felmérése érdekében létrehozott hivatalt. Ezt a posztot 1949 végéig töltötte be, amikor megszüntették hivatalát, és a Múzeumok és Műemlékek Országos Központjába helyezték át, majd innen került át 1950 őszén a Levéltárak Országos Központjához osztályvezetőnek. A szerény lehetőségek ellenére az új közlevéltári hálózat kiépítésének és megszervezésének feladata hárult rá. Itt sem maradhatott azonban sokáig, 1952 tavaszán egy alkalmi bizottság határozata alapján visszakerült az MMOK-ba, majd egy év múlva elbocsátották. 1953-tól 1961-ig a Gyümölcs- és Főzelékkonzervgyár tervkészítőjeként dolgozott.
1961 és 1964 között a Magyar Történelmi Társulat adminisztrátora lett. 1965 és 1980 között a Központi Statisztikai Hivatal Könyvtárának történeti kutatócsoportjában tevékenykedett. Ekkor pályája már egyenesbe jött, egyetemen adott elő, konferenciákon, nemzetközi szakmai fórumokon és vállalkozásokban vett részt. 1972-ben lett kandidátus, 1981-ben a Magyar Tudományos Akadémia Művelődéstörténeti Bizottságának tagja és a középkori munkabizottsági elnökévé választották. 1984-től 1986-ig középkori magyar történelmet adott elő az ELTE-n, 1985-ben címzetes egyetemi tanár lett, 1986-ban pedig a történelemtudomány doktora.
1992-ben Széchenyi-díjat kapott különösen a magyar középkorkutatás terén végzett munkásságáért, a legfrissebb nemzetközi eredmények, módszerek, megközelítések átültetéséért, eddig elhanyagolt kutatási területek (egyháztörténet) műveléséért. A Magyar katolikus lexikon lektora volt.

## Művei
- Nyitra megye betelepülése. Budapest, 1938. (Település- és népességtörteneti értekezések 1.)
- Levéltáraink sorsa a felszabadulás után, Levéltári Híradó 1, 34-37, 1951
- A levéltári anyag védelme. Budapest, 1952. (Levéltári szakmai továbbképző tanfolyami előadásai)
- Stredoveké české listiny. Középkori oklevelek. Budapest, 1952. (Magyarországi szláv nyelvemlékek 1.)
- K otázke užívania slovenského jazyka na panstvách v 17. storočí. Studia Slavica Academiae Scientiarum Hungaricae, 1955
- Topográfia és városi fejlődés a középkori Óbudán, Tanulmányok Budapest Múltjából 13, 1959
- Kaschau, eine osteuropäische Handelsstadt am Ende des XV. Jahrhunderts. Studia Slavica Academiae Scientiarum Hungaricae, 1957
- Die Wirtschaft des Erzbistums von Grau am Ende des XV. Jahrhunderts. Acta Historica, 1960
- Középkori magyar városprivilégiumok, Tanulmányok Budapest Múltjából 14, 1961
- Középkori várostörténetünk statisztikai forrásai
- Jelentés a II. várostörténeti konferenciáról, Arrabona 6, 249-308, 1964
- Die Entstehung des Städtewesens in Ungarn, Alba Regia X, 101–118, 1969
- A 15. századi magyar arisztokrácia mobilitása. Budapest, Magyar Országos Levéltár, 1970
- Der Aussenhandel Ungarns am Anfang des 16. Jahrhunderts. Köln-Wien, 1971. (Klny. Der Aussenhandel Ostmitteleuropas 1450-1650)
- Die Ausbreitung der städtischen Lebensform Ungarns. Oppida im XIV. Jahrhundert. Linz, 1972. (Klny. Stadt und Stadtherr im XIV. Jahrhundert)
- A Szentgyörgyi Vincze család, A Veszprém Megyei Múzeumok Közleményei 11, 1972
- Uram királyom - A XV. századi Magyarország hatalmasai. Budapest, 1974. 2. kiadás: Budapest, Fekete Sas Kiadó, 2004
- Kimondhatatlan nyomorúság. Két emlékirat a 15-16. századi oszmán fogságról. Fügedi Erik szerk. Zsolt Angélával közösen. Budapest, Európa Könyvkiadó, 1976
- Vár és társadalom a 13-14. századi Magyarországon. Budapest, Akadémiai Kiadó, 1977
- A magyar korona regénye. (Benda Kálmán társszerzője.) Budapest, Magvető Könyvkiadó, 1979
- Beiträge zur Siedlungsgeschichte einiger slowakischen Dörfer auf dem Gebiete des heutigen Ungarn. Budapest, 1980 (Klny. Studia Slavica)
- Középkori rokonsági terminológiánk kérdéséhez. Budapest, 1980 (Klny. Ethnogr.)
- Bibó-emlékkönyv (társszerző) 1980
- Steuerlisten, Vermögen und soziale Gruppen in mittelalterichen Städten. Stuttgart, 1980. (Klny. Städtische Gesellschaft und Reformation)
- Kolduló barátok, polgárok, nemesek. Tanulmányok a magyar középkorról. Budapest, Magvető Könyvkiadó, 1981
- Medieval Coronations in Hungary, Studies in Mediaeval and Renaissance History 3, 1981
- Bodor Imre–Fügedi Erik–Takács Imre: A középkori Magyarország főpapi pecsétjei a Magyar Tudományos Akadémia Művészettörténeti Kutató Csoportjának pecsétmásolat-gyűjteménye alapján; MTA Művészettörténeti Kutató Csoport, Bp., 1984
- Mályusz Elemér emlékkönyv. Társadalom- és művelődéstörténeti tanulmányok; szerk. H. Balázs Éva, Fügedi Erik, Maksay Ferenc; Akadémiai, Bp., 1984
- "Könyörülj, bánom, könyörülj..." Gyomaendrőd, Helikon Kiadó, 1986
- Castle and society in medieval Hungary, 1000-1437 , Bp., Akadémiai Kiadó, 1986
- Ispánok, bárók, kiskirályok. A középkori magyar arisztokrácia fejlődése. Budapest, Magvető Könyvkiadó, 1986 (Nemzet és emlékezet)
- Kings, bishops, nobles and burghers in medieval Hungary. Ed. by J. M. Bak. London, 1986. (Variorum reprints collected studies series 229.)
- Művelődéstörténeti tanulmányok a magyar középkorról; szerk., előszó Fügedi Erik, bev. Köpeczi Béla; Gondolat, Bp., 1986
- Tausend Jahre Stephanskrone Budapest, 1988. (tsz. Benda Kálmán)
- Az Elefánthyak. A középkori magyar nemes és klánja. Budapest, Magvető Könyvkiadó, 1992. 2. kiadás: Budapest, Osiris Kiadó, 1999
- A középkori Magyarország történeti demográfiája; KSH Népességtudományi Kutató Intézet, Bp., 1992 (A Központi Statisztikai Hivatal Népességtudományi Kutató Intézetének történeti demográfiai füzetei)

## Kitüntetései és emléke
- Széchenyi-díj (1992)